# Eco de espín
Se llama eco de espín a un efecto en mecánica cuántica donde la magnetización de una muestra -o el valor esperado del momento magnético de un sistema cuántico- se recupera parcialmente después de haberse perdido, por analogía con el eco acústico, en el que se vuelve a detectar, atenuada, una señal acústica después de un tiempo de espera. También se da el mismo nombre a los experimentos basados en este efecto, y a efectos análogos.
Este efecto es utilizado muy comúnmente en experimentos en espectroscopia, en particular en resonancia magnética nuclear o RMN, y en resonancia paramagnética electrónica, para determinar tiempos de relajación. Como otras técnicas de la resonancia magnética nuclear, el eco de espín requiere la aplicación de un campo magnético y el envío de ondas de radiofrecuencia durante tiempos bien determinados, lo que se conoce como pulsos o pulsos de radiofrecuencia. Por otro lado, también se ha usado en espectroscopia de neutrones como reloj interno para controlar el tiempo de vuelo de los neutrones, y por tanto su energía.

## Eco de Hahn

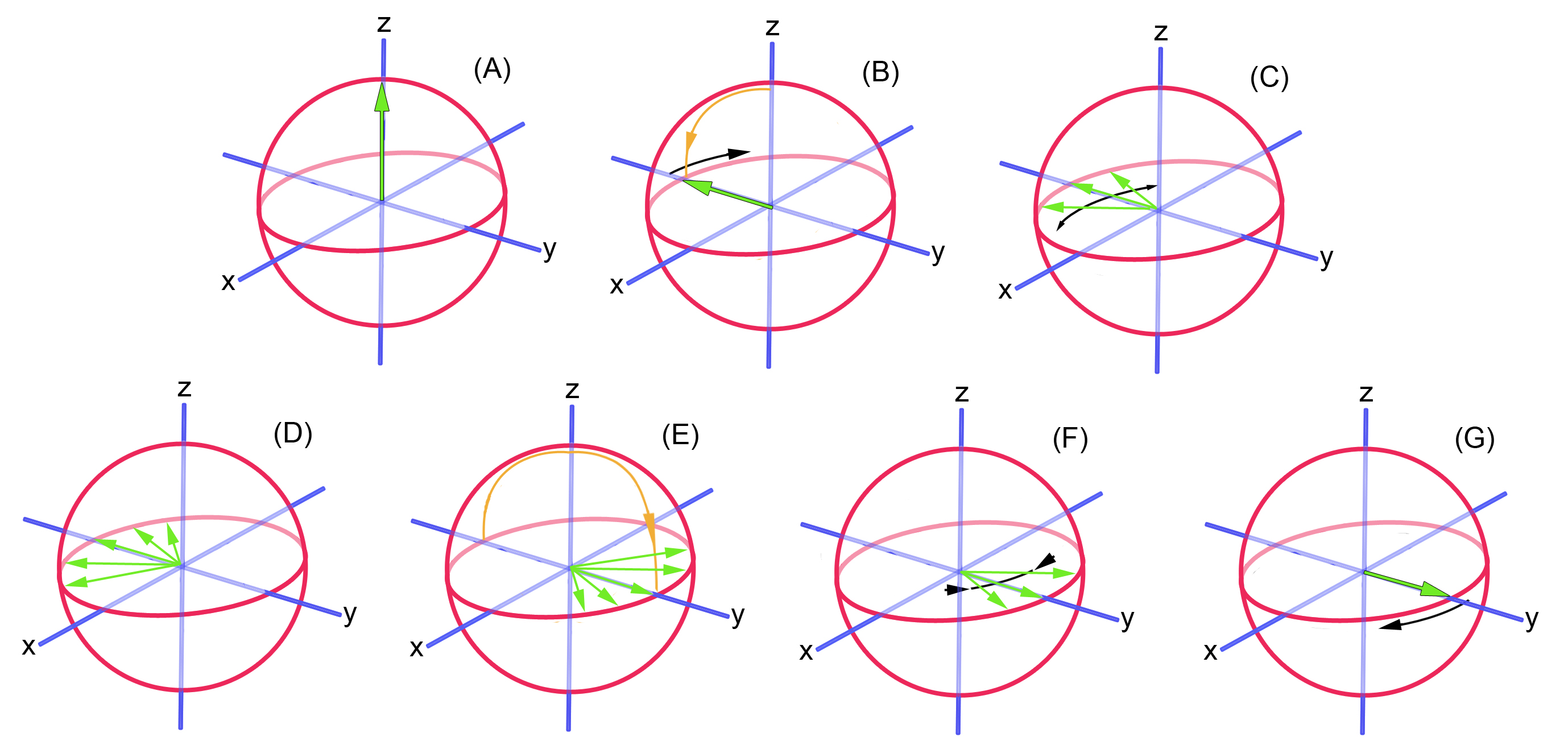
Secuencia principal de un experimento de eco de espín.

Los ecos de espín se detectaron por primera vez en experimentos de resonancia magnética nuclear por Erwin Hahn, que en su artículo de 1950 explicó el fenómeno, mientras que H.Y. Carr desarrolló algunos aspectos del pulso de refocalización.
La figura está inspirada en el artículo de Hahn, y muestra varios pasos importantes en un experimento sencillo de eco de espín. Se parte de un espín alineado con un campo externo, en el eje z (A). Por la aplicación de un pulso de campo en el eje x, de una duración determinada, la orientación del momento magnético precesa alrededor del eje x hasta alinearse con el eje y (B). Diversos fenómenos físicos que se conocen colectivamente como relajación espín-espín hacen que los diferentes momentos magnéticos de la muestra se vayan dispersando progresivamente (C), (D). Por ejemplo, si se está aplicando un pequeño campo en el eje z y los espines están precesando en el plano x-y, pequeñas variaciones locales o gradientes del campo harán que unos espines precesen ligeramente más rápido que otros, y por tanto dejen de estar alineados. Tras un cierto tiempo de espera {\displaystyle \tau _{e}}, si se aplica un pulso de 180 grados que da la vuelta a los espines sobre el eje x (E) y se repite el mismo tiempo de espera {\displaystyle \tau _{e}}, los espines vuelven a agruparse (F), (G), recuperándose la magnetización, y originando así un eco. El eco puede detectarse con facilidad si, por ejemplo, se repite un pulso similar al mostrado en (B), que resultará en una situación semejante a la de (A). La recuperación de la señal nunca es completa, pues algunos de los procesos de relajación espín-espín no son susceptibles de ser invertidos.

## Coherencia cuántica
Como secuencia de refocalización, el eco de espín considera una de las técnicas relevantes para la computación cuántica mediante RMN, con posibles aplicaciones en otras arquitecturas. Por ejemplo, se ha utilizado para minimizar algunos de los mecanismos de relajación espín-espín y así alargar el tiempo en el que es posible efectuar manipulaciones en un punto cuántico doble, preservando la coherencia cuántica, de forma que funcione como qubit, y también se ha aplicado a experimentos con un qubit de flujo eléctrico en un anillo superconductor.
Si durante las fases (C)-(F) mostradas en la figura el momento magnético está precesando sobre un campo en el eje z y el tiempo de relajación es lo bastante largo comparado con la frecuencia de Rabi, es posible medir la oscilación de Rabi, esto es, la magnetización que se recupera, aparte de la atenuación progresiva, tiene una oscilación de tipo coseno, con lo que para determinados tiempos de espera {\displaystyle \tau _{e}} tiene la orientación contraria a la original.